# Csoda a hetes számú cellában
A Csoda a hetes számú cellában, angol címén Miracle in Cell No. 7 (hangul: 7번방의 선물, 7bon pangi szonmul, RR: 7beon bangui seonmul; „Ajándék a hetes szobának”) 2013-ban bemutatott dél-koreai vígjáték–dráma Rju Szungnjong (Ryu Seung-nyeong), Kal Szovon (Gal So-won) és Pak Sinhje (Park Sin-hye) főszereplésével. A film főszereplője egy mentálisan sérült férfi, akit hamis váddal börtönbe zárnak gyerekgyilkosságért. Cellatársai becsempészik neki a kislányát, mert a férfi képtelen élni a gyermeke nélkül.
A film és főszereplői számos díjat nyertek, az apát alakító Lju Szungnjong (Ryu Seung-nyeong) elnyerte a Paeksang Arts Awards Nagydíját, míg a kislányát játszó Kal Szovon (Gal So-won) a Grand Bell Awards zsűri különdíját vihette haza.
Magyarországon 2015 novemberében a 8. koreai filmfesztivál keretében mutatták be a filmet.

## Történet
I Jonggu (Lee Yong-gu) mentálisan sérült, egy gyermek agyával gondolkodó férfi, aki egyedül neveli hatéves kislányát, Jeszung (Ye-seung)ot. Amikor a rendőrfőnök megveszi az utolsó Sailor Moon-táskát a saját lányának, nézeteltérésbe keverednek Jonggu (Yonggu)val a boltban. Később a kislány véletlenül találkozik Jonggu (Yonggu)val, és megkéri menjen vele, mert meg akarja mutatni neki a másik boltot, ahol lehet még a táskát kapni. Útközben azonban a kislány elcsúszik a jégen, beveri a fejét és meghal. Jonggu (Yonggu) megpróbálja lélegeztetni, amit egy arra járó nő tévesen molesztálásnak feltételez és a rendőrök letartóztatják a férfit. Bár nincsenek szolid bizonyítékok, a védekezni képtelen sérült apát halálra ítélik gyilkosságért, nemi erőszakért és kiskorú elrablásáért, miután a rendőrök kikényszerítenek belőle egy hamis vallomást, kihasználva a mentális állapotát.
A börtönben Jonggu (Yonggu) egyetlen gondolata a kislánya, aki intézetbe került a letartóztatása után. Kemény bűnöző cellatársai először gyűlölik, mert gyerekgyilkosnak hiszik, később azonban rájönnek, hogy ártatlan. Miután Jonggu (Yonggu) megmenti a bandavezér Szo Jangho (So Yang-ho) életét, az elintézi, hogy becsempésszék Jeszung (Ye-seung)ot a cellába. A kislány érkezése nem csak a rabok életét változtatja meg, de a börtön igazgatójáét is, aki a rabokkal összefogva próbál segíteni fellebbezni Jonggu (Yonggu) halálos ítélete ellen.

## Szereplők
- Rju Szungnjong (Ryu Seung-nyeong) mint I Jonggu (Lee Yong-gu)
- Kal Szovon (Gal So-won) mint gyermek Jeszung (Ye-seung)
- Pak Sinhje (Park Sin-hye) mint felnőtt Jeszung (Ye-seung)
- Csong Dzsinjong (Jeong Jin-young) mint Csang Minhvan (Jang Min-hwan)
- O Dalszu (O Dal-su) mint Szo Jangho (So Yang-ho)
- Pak Vonszang (Park Won-sang) mint Cshö Cshunho (Choi Chun-ho)
- Kim Dzsongthe (Kim Jeong-tae) mint Kang Manbom (Kang Man-beom)
- Csong Mansik (Jeong Man-sik) mint Sin Bongsik

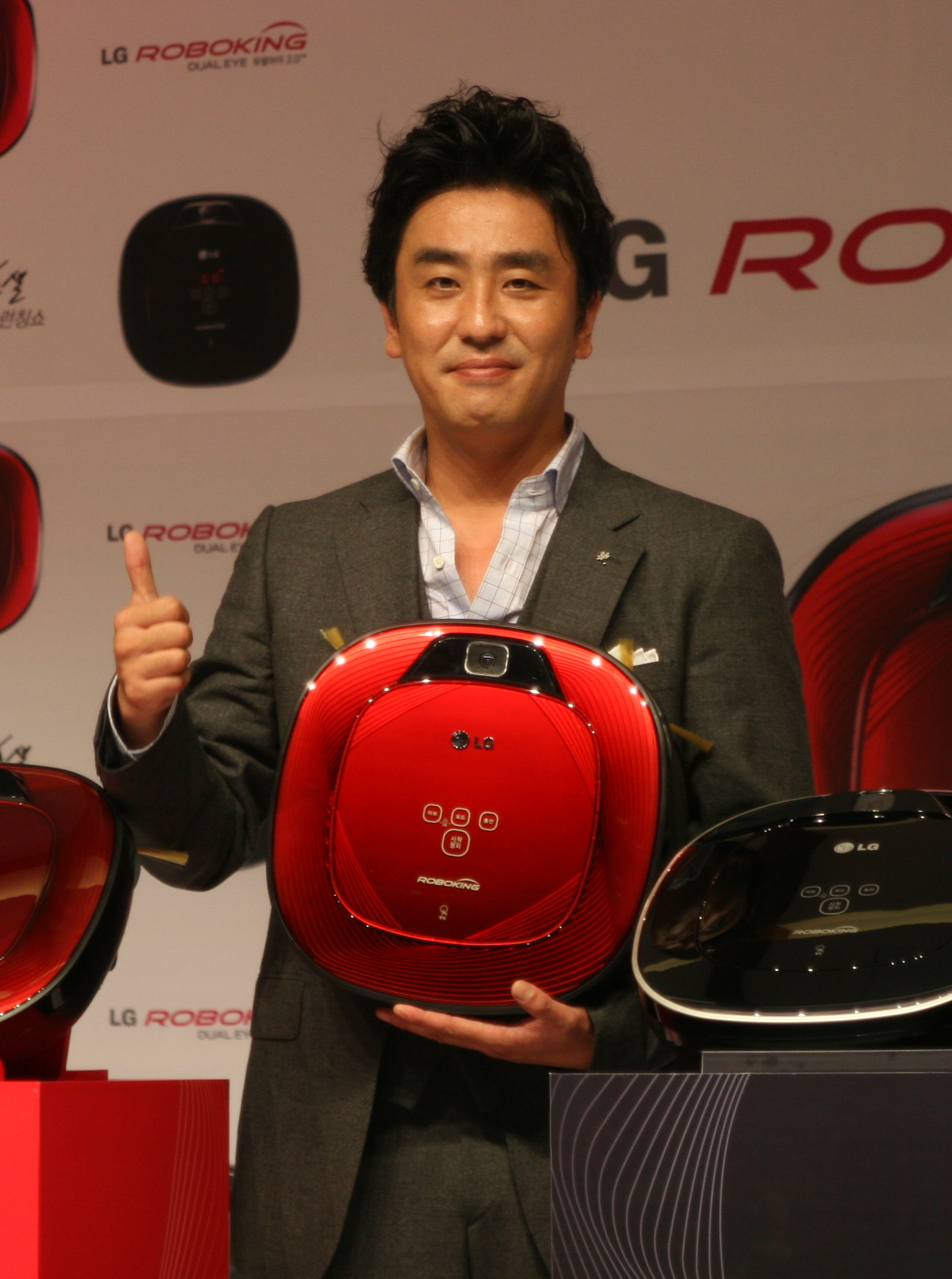
Rju Szungnjong (Ryu Seung-nyeong)
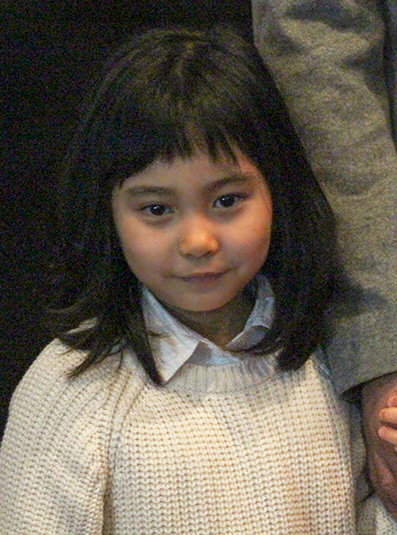
Kal Szovon (Gal So-won)
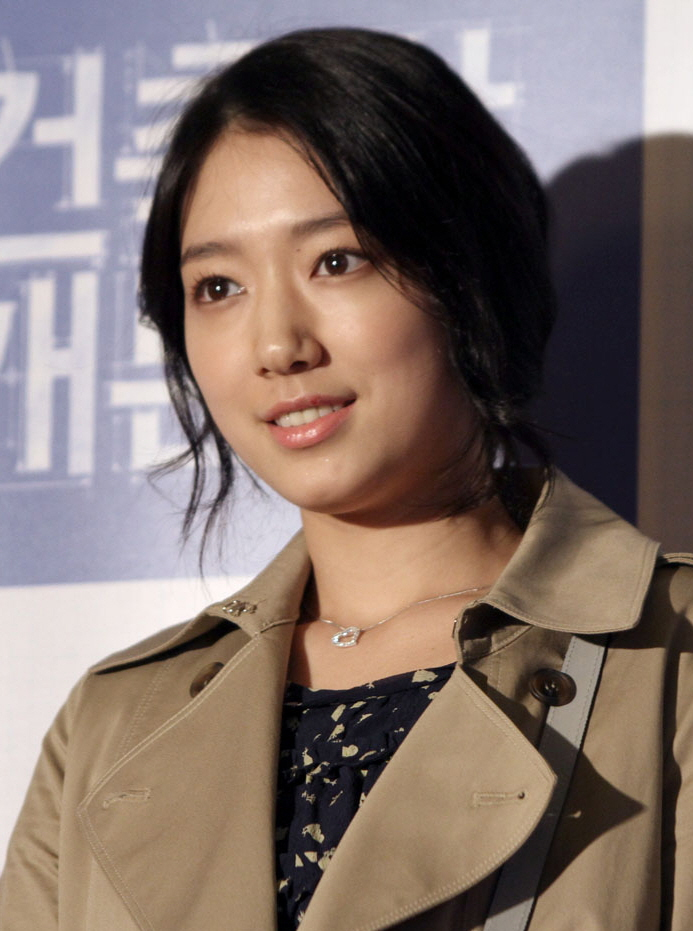
Pak Sinhje (Park Sin-hye)

## Fogadtatás
46 nappal a bemutatót követően a film elérte a 12 milliós nézőszámot Dél-Koreában. A film felkerült minden idők legnézettebb koreai filmjeinek listájára, akkor a harmadik helyen.